# ハダイロガサ
ハダイロガサ（学名: Camarophyllus pratensis）はヌメリガサ科、オトメノカサ属の中型のキノコ。キノコらしい柔和な姿から、別名でオトメノハナガサ（乙女の花笠）ともよばれている。傘は名のとおり肌色から濃い黄色の色をしており、端に向かうにつれ色が薄い。柄は白っぽい黄色。食用としても用いられるが味は淡白である。

## 生態
晩夏から中秋にかけて、カラマツなどの針葉樹や雑木林の林床、草原などに発生する。

## 形態
子実体は傘と柄からなる。傘は径7センチメートル (cm) 前後で、若いうちは丸山形であるが、のちに開くと中心が中高に盛り上がった扁平になる。傘表面の色はベージュ色に近い淡い橙黄色か肌色で、滑らかでぬめりもない。傘下面のヒダは、疎らで淡い肌色、柄に対して垂生している。
柄は傘の大きさに対して長く、長さ3 - 7 cm、太さ6 - 12ミリメートル (mm) ほどになる。肉は厚い。

## 食用
食用になり、クセがなく上品な出汁が出るので、きのこ汁やけんちん汁にすると美味といわれる。このほか、和え物、すまし汁、鉄板焼き、すき焼き、野菜炒めにしてもよい。